# 러시아의 고속철도

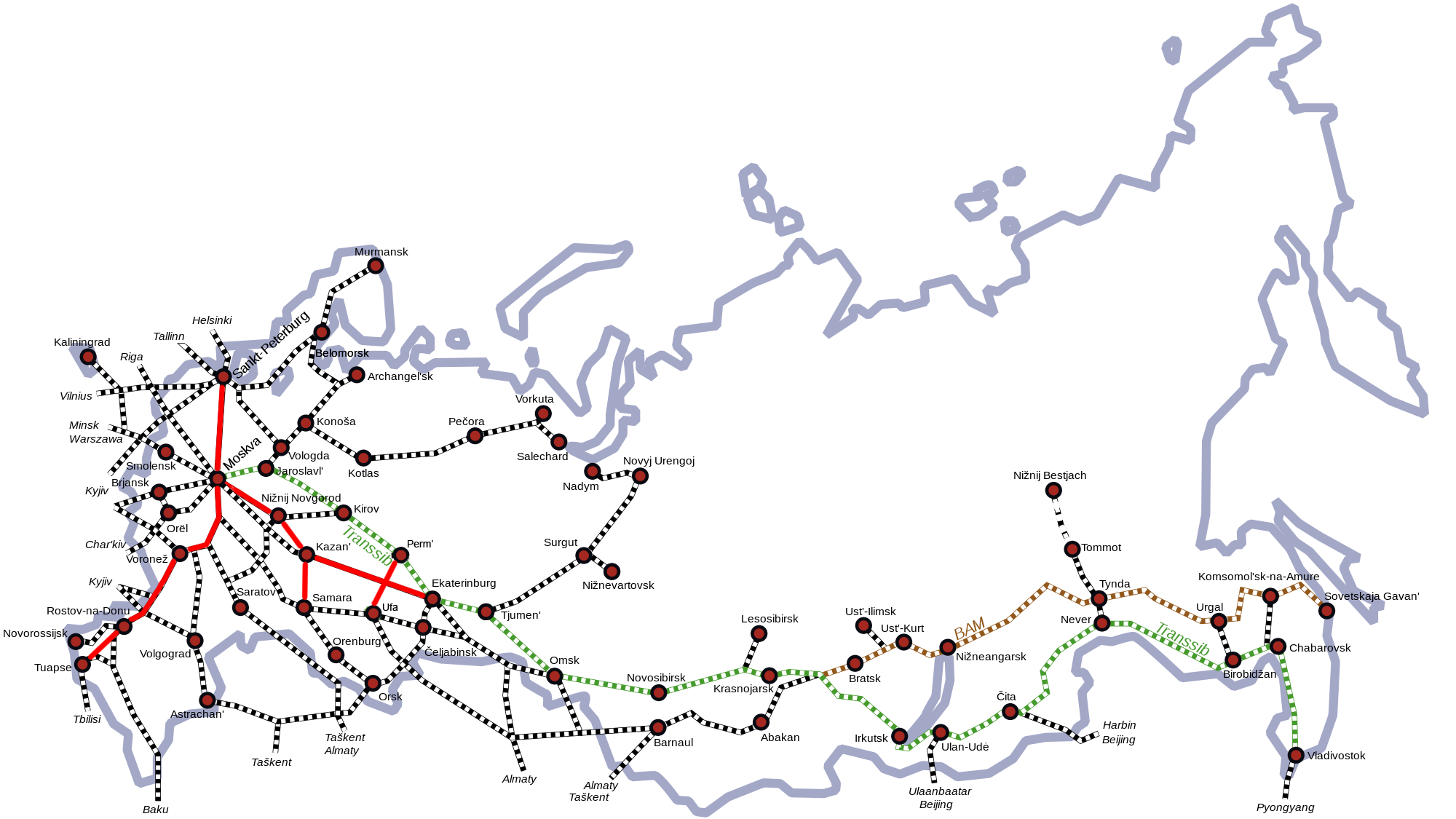
러시아의 고속철도 노선

러시아의 고속철도는 러시아의 고속철도 노선으로 현재 모스크바-카잔 고속철도 노선이 건설 중이다.

## 개요
1974년에 최고 영업 속도 200km/h로 설계해 RT-200 차량을 2편성 제작되었다. 1975년부터 1980년까지 시범 운행 후 퇴역했다. 그와 동시에 RZD ER200 차량이
1984년 3월에 도입했으나 삽산 도입과 동시에 2009년에 퇴역했다.

## 운행 노선

### 운행 중
- 모스크바-상트페테르부르크 철도 - 2009년 12월 18일에 지멘스 벨라로를 도입해 삽산이 운행하고 있으며 최고 영업 속도는 250km/h로 운행하고 있으며, 러시아의 철도 중에서 가장 빠르다.[1]

- 상트페테르부르크-헬싱키 철도 - 2010년 12월 10일에 카렐리안 트레인즈 Sm6 차량을 도입해 운행하고 있다. 러시아 구간에서 최고 영업 속도는 200km/h로 운행하고 있으며 핀란드 구간의 경우 최고 영업 속도 220km/h로 운행하고 있다.[2] 카렐리안 트레인즈 Sm6 차량 도입으로 기존 상트페테르부르크에서 헬싱키 구간이 3시간으로 단축되었다.

### 과거 운행
- 모스크바-니즈니노브고로드 철도 - 2010년 7월 30일부터 지멘스 벨라로를 도입해 삽산이 운행하였다.[3] 왕복 1회의 경우 상트페테르부르크까지 운행했으며 왕복 2회는 모스크바까지 운행했다. 삽산 도입으로 8시간이 단축했으나 2015년에 탈고 모델을 기반으로 하는 스트레시 등급의 열차가 도입되면서 현재는 운행이 중단되었다.[4]

## 건설 중
- 모스크바-카잔 고속철도 - 2013년에 상트페테르부르크에서 개최한 경제 포럼에서 블라디미르 푸틴에 의해 발표되었다. 총 길이는 770km로 최고 영업 속도 400km/h로 주행을 목적으로 건설 중이며 2020년에 완공될 예정이다. 이 노선이 완공되면 13시간에서 3시간으로 단축될 것이다.[5]

- 모스크바-상트페테르부르크 고속철도 - 2010년 2월에 러시아 철도는 모스크바 ~ 상트페테르부르크 구간에 유럽 기준에 맞춰 고속철도를 건설하는 것을 발표했다[6] 기존에 운행하고 있던 모스크바-상트페테르부르크 철도에 최고 영업 속도 250km/h 이상 주행이 불가능하면서 신선 건설을 추진하고 있으며 새로 건설될 예정인 러시아 궤간인 1,520mm로 건설될 예정이다. 같은 해 4월에 최고 영업 속도 400km/h로 주행을 목적으로 건설을 추진하고 있다. 건설이 완공되면 연간 1400만명의 승객이 이 노선을 이용할 것이며 소요 시간은 2시간으로 단축될 예정이다.

- 모스크바-아들레르 고속철도

- 모스크바-베이징 고속철도 - 2015년부터 추진 중인 국제 고속철도 노선으로 베이징~모스크바 구간을 7,000km 구간에 30시간 안으로 주행하는 노선을 계획하고 있다.[7] 울란바토르, 이르쿠츠크, 아스타나, 첼랴빈스크, 카잔을 경유하며 총 비용은 2420억 달러가 소요될 것이다.

## 차량
| 차량            | 생산                        | 편성 | vmax [km/h] | 운행                          | 상태          |
| --------------- | --------------------------- | ---- | ----------- | ----------------------------- | ------------- |
| Allegro (train) | 2009–2011                   | 4    | 220 km/h    | 2010-2022                     | retired       |
| ER-200          | 1974                        | 2    | 200 km/h    | 1984–2009                     | retired       |
| Sapsan          | 2008 – 2014; 2021 – current | 20   | 250 km/h    | since 2009                    | 20 in service |
| Sokol (train)   | 2000                        | 1    | 250 km/h    | never (experimental trainset) | retired       |
| Strizh (train)  | 2014                        | 7    | 200 km/h    | since 2015                    | stored        |
| Nevsky Express  | 2000                        | 2    | 200 km/h    | since 2001                    | 2 in service  |

## 같이 보기
- 모스크바-상트페테르부르크 고속철도